# Datsun on-DO
Datsun on-DO — бюджетный переднеприводной седан, созданный концерном Datsun совместно с японской компанией Nissan на основе автомобиля LADA Granta (кузов седан, 2011 г.). Серийное производство официально стартовало на АвтоВАЗе в июле 2014 года.
Специально для этой модели были разработаны газонаполненные амортизаторы, также на ней применён новый вакуумный усилитель тормозов и усовершенствованные замки дверей.

## История
В конце 2012 года компания Nissan Motor решила возродить марку Datsun, под ней предполагалось продавать относительно недорогие автомобили на рынках Индии, Индонезии, ЮАР, России. Для российского рынка было решено создать два автомобиля на основе существующих моделей «Лады». Первой из этих машин стал седан Datsun on-DO, он был официально представлен 4 апреля 2014 года.
На 2017 год Datsun on-DO производится в г. Тольятти и присутствует на рынках России, Белоруссии, Казахстана, Молдовы и Ливана.
Автомобиль мощностью 87 л. с. с облегчённой шатунно-поршневой группой и двигателем с 5-ступенчатой МКП с тросовым приводом в базовой комплектации поступил в продажу уже с водительской подушкой безопасности, креплениями Isofix, 14-дюймовыми колёсами и обогревом передних сидений. Заказы на новый Datsun on-DO начали принимать в июне 2014 года, а к концу октября количество проданных автомобилей достигло 2299 штук. Более 1000 из них были куплены по программе утилизации.
Осенью 2016 года на российском рынке стала доступна модель Datsun on-DO с японской автоматической коробкой передач Jatco. Она специально адаптирована под 87-сильный 8-клапанный мотор 1,6 л. В ходе тест-драйва у обновлённой модели были выявлены некоторые недостатки.
В сентябре 2017 года в модельном ряду появилась версия, оснащённая шестнадцатиклапанным двигателем объёмом 1,6 литра и мощностью 106 л. с. Такие машины комплектуются только механической коробкой передач.

### Рестайлинг 2020 года
В январе 2020 года был представлен обновлённый седан Datsun on-DO. У автомобиля изменился дизайн передней части кузова и появились новые боковые зеркала с повторителями указателей поворотов, иные зеркало заднего вида и рычаг ручника в салоне, а также новые передние сиденья (в дорогих комплектациях). Также изменилось оснащение некоторых комплектаций, например, базовая версия Access дополнена бамперами в цвет кузова, передние электростеклоподъёмники, боковые зеркала с электроприводом и обогревом.

### Прекращение выпуска модели
На 1 января 2020 года в России насчитывалось 103 тыс. шт. модели on-DO.
Летом 2020 года компания Nissan приняла решение о прекращении использования бренда Datsun и, соответственно, прекращении выпуска моделей Datsun on-DO и Datsun mi-DO. Производство новых автомобилей было прекращено к концу 2020 года.

### Продажи
| Год  | Продано Datsun on-DO, шт. |
| ---- | ------------------------- |
| 2015 | 23643                     |
| 2016 | 14565                     |
| 2017 | 19712                     |
| 2018 | 18195                     |
| 2019 | 19453                     |
| 2020 | 12830                     |

## Комплектации
| Комплектации                           | Access | Trust   | Trust   | Trust   | Dream   | Dream   |
|                                        |        | I       | II      | III     | I       | II      |
| Объём двигателя (л) / Мощность (л. с.) | 1.6/87 | 1.6/87  | 1.6/87  | 1.6/87  | 1.6/87  | 1.6/87  |
| Трансмиссия                            | 5MT    | 5MT/4AT | 5MT/4AT | 5MT/4AT | 5MT/4AT | 5MT/4AT |

## Технические характеристики
- Стандартное оборудование всех моделей:
  - ABS (Антиблокировочная система торможения)
  - BAS (Усилитель экстренного торможения)
  - EBD (Система электронного распределения тормозных усилий)
  - Подушка безопасности водителя
  - Трёхточечные инерционные ремни безопасности
  - Система крепления детских кресел ISOFIX
  - Полноразмерное запасное колесо
  - Электроусилитель руля
  - Регулировка руля по высоте
  - Подогрев передних сидений
  - Складывающиеся задние сиденья

| Datsun on-DO    | Access     | Trust      | Trust      | Dream      | Dream      |
|                 | 5МТ        | 5МТ        | 4АТ        | 5МТ        | 4АТ        |
| Размерность шин | 185/60 R14 | 185/60 R14 | 185/60 R14 | 185/55 R15 | 185/55 R15 |

## Конструкция
| Datsun on-DO                                                     | Access            | Trust                            | Trust                            | Trust                            | Dream                            | Dream                                       |
|                                                                  |                   | I                                | II                               | III                              | I                                | II                                          |
| Дизайн                                                           |                   |                                  |                                  |                                  |                                  |                                             |
| Бамперы, дверные ручки, боковые зеркала окрашенные в цвет кузова | —                 | •                                | •                                | •                                | •                                | •                                           |
| Молдинги боковых дверей, передние и задние брызговики            | —                 | •                                | •                                | •                                | •                                | •                                           |
| Хромированная отделка внутренних элементов дверей                | —                 | •                                | •                                | •                                | •                                | •                                           |
| Карманы в спинках передних сидений                               | —                 | •                                | •                                | •                                | •                                | •                                           |
| Диски колёс                                                      | Стальные 14 дюйм. | Стальные 14-дюймовые с колпаками | Стальные 14-дюймовые с колпаками | Стальные 14-дюймовые с колпаками | Легкосплавные 15-дюймовые        | Легкосплавные 15-дюймовые                   |
| Комфорт                                                          |                   |                                  |                                  |                                  |                                  |                                             |
| Противотуманные фары                                             | —                 | •                                | •                                | •                                | •                                | •                                           |
| Центральный замок                                                | —                 | •                                | •                                | •                                | С дистанционным управлением      | С дистанционным управлением                 |
| Бортовой компьютер                                               | —                 | •                                | •                                | •                                | •                                | •                                           |
| Передние электростеклоподъёмники                                 | —                 | •                                | •                                | •                                | •                                | •                                           |
| Задние электростеклоподъёмники                                   | —                 | —                                | —                                | —                                | •                                | •                                           |
| Электрорегулировка и обогрев боковых зеркал                      | —                 | •                                | •                                | •                                | •                                | •                                           |
| Подогрев передних сидений                                        |                   | •                                | •                                | •                                | •                                | •                                           |
| Подогрев лобового стекла                                         | —                 | —                                | —                                | —                                | •                                | •                                           |
| Климат-контроль                                                  | —                 | —                                | •                                | •                                | •                                | •                                           |
| Мультимедийная система                                           | —                 | —                                | —                                | 2DIN монохром. экран, 4 динамика | 2DIN монохром. экран, 4 динамика | 7-дюйм. цветной сенсорный экран, 4 динамика |
| USB, слот для SD-карты, Bluetooth®, HandsFree                    | —                 | —                                | —                                | •                                | •                                | •                                           |
| Навигационная система                                            | —                 | —                                | —                                | —                                | —                                | •                                           |
| Задние парковочные датчики                                       | —                 | —                                | —                                | —                                | —                                | •                                           |
| Датчик света и дождя                                             | —                 | —                                | —                                | —                                | •                                | •                                           |
| Складывающиеся задние сиденья                                    | •                 | •                                | •                                | •                                | В соотношении 40/60              | В соотношении 40/60                         |
| Безопасность                                                     |                   |                                  |                                  |                                  |                                  |                                             |
| ESC (Система электронной стабилизации)                           | —                 | —                                | —                                | —                                | —                                | •                                           |
| Подушка безопасности пассажира                                   | —                 | •                                | •                                | •                                | •                                | •                                           |
| Передние боковые подушки безопасности                            | —                 | —                                | —                                | —                                | •                                | •                                           |
| Противоугонная сигнализация                                      | —                 | —                                | —                                | —                                | •                                | •                                           |

## Аксессуары

### Комфорт
- Упор капота,
- Оплётка руля,
- Чехлы для сидений,
- Дефлекторы на окна,
- Центральный подлокотник,
- Задние парковочные сенсоры.

### Безопасность
- Набор автомобилиста,
- Механическое противоугонное устройство,
- Автомобильная сигнализация,
- Крышка бензобака с ключом.

### Транспортировка
- Сетка в багажник,
- Система для крепления багажа на крышу.

### Защита автомобиля
- Защита картера,
- Задние подкрылки,
- Брызговики,
- Напольные коврики в салон,
- Молдинги боковых дверей,
- Молдинги боковых дверей со вставкой из нержавеющей стали,
- Внутренние сетки на решётку радиатора,
- Коврики для багажного отделения.

### Стиль
- Легкосплавные диски 14",
- Накладка на бампер,
- Накладки на пороги,
- Фальш-насадка на глушитель,
- Колёсные колпаки,
- Болты-секретки,
- Накладки на дверные ручки,
- Накладки на зеркала,
- Молдинги боковых дверей,
- Накладка на крышку бензобака,
- Накладки под противотуманные фары,
- Накладка под решётку радиатора,
- Внешняя рамка на решётку радиатора.